# Fitzwilliam-Museum

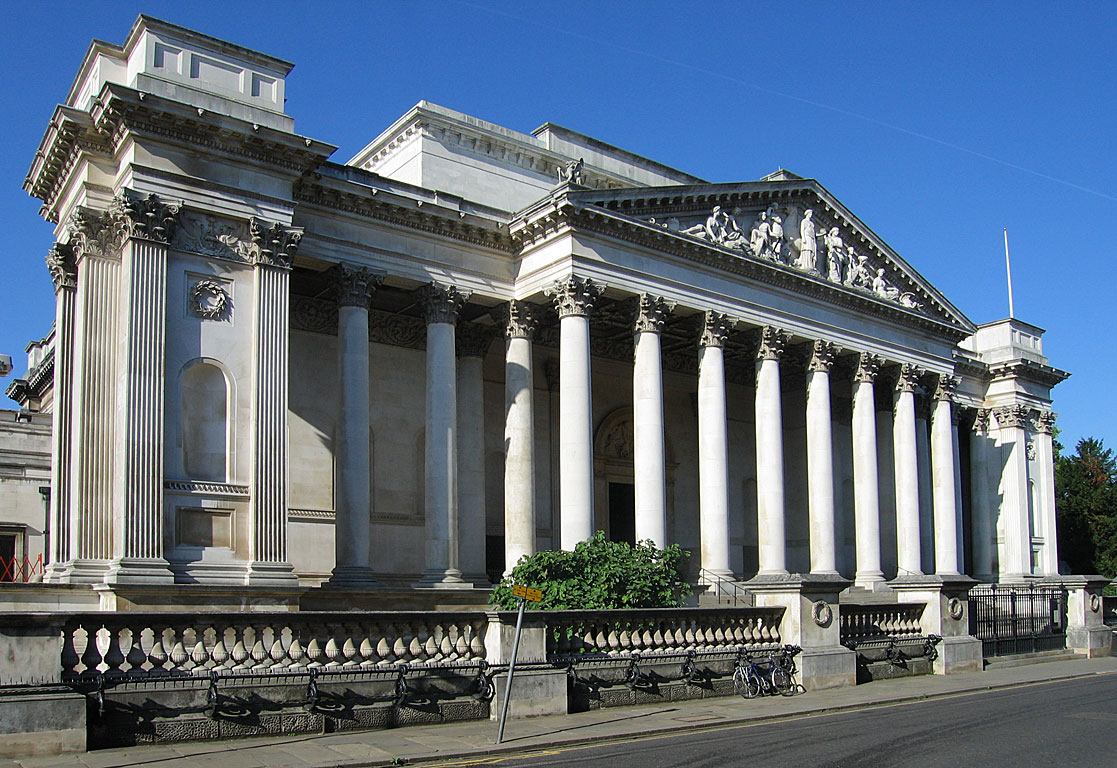
Das Fitzwilliam Museum

Das Fitzwilliam Museum ist das Kunst- und Antikenmuseum der Universität Cambridge in England, Vereinigtes Königreich Großbritannien und Nordirland. Es wurde 1816 durch das Vermächtnis von Richard Fitzwilliam gegründet, der dem Museum seine gesamte Bücher- und Kunstsammlung vermachte. Fitzwilliams Vermächtnis umfasste auch £ 100.000 zur Gründung eines „beachtlichen Museumsmagazins“.
Das „Gründergebäude“ wurde von George Basevi entworfen, von Charles Cockerell fertiggestellt und 1848 eröffnet. Die Eingangshalle wurde von Edward Middleton Barry gestaltet und 1875 fertiggestellt. 2019 wurde das Fitzwilliam-Museum von rund 349.000 Personen besucht. 2024 betrug die Besucherzahl etwa 506.000 Personen.
Die ägyptischen Galerien im Fitzwilliam-Museum wurden 2006 nach zweijährigen Restaurierungs-, Konservierungs- und Forschungsarbeiten wiedereröffnet.
Nachfolger von Tim Knox als Direktor ist seit 2019 Luke Syson.

## Sammlung
Das Museum besteht aus fünf Abteilungen: Antiquitäten, Angewandte Kunst, Münzen und Medaillen, Manuskripte und gedruckte Bücher sowie Gemälde, Zeichnungen und Drucke.

### Antiquitäten
Altes Ägypten, Sudan, Antikes Griechenland und Römisches Reich, römische und römisch-ägyptische Kunst, westarabische Auslagen und eine neue Galerie zypriotischer Kunst.

### Angewandte Kunst
Englische und europäische Tonwaren und Gläser, Möbel, Uhren, Fächer, Rüstungen, Chinesische, Japanische und Koreanische Kunst und Teppiche.

### Münzen und Medaillen
Die Sammlung umfasst mehr als 190.000 Einzelstücke. Dazu gehören unter anderem Münzen aus allen Teilen der Welt von Anbeginn der Münzprägung bis in die heutige Zeit. Hinzu kommen historische und künstlerische Medaillen, die ergänzt werden um militärische und zivile Auszeichnungen. Außerdem gehört zur Sammlung noch eine Vielzahl von Gemmen und Kameen.
Die Sammlung wird nicht gesondert ausgestellt. Stattdessen werden die einzelnen Stücke den unterschiedlichen Abteilungen zugeordnet und im entsprechenden kulturellen und künstlerischen Zusammenhang präsentiert. Sie finden sich daher über das Museum verstreut. So sind beispielsweise die mittelalterlichen und modernen islamischen Münzen in der „Near East Gallery“, die Münzen und Medaillen des Mittelalters und der Renaissance in der Rothschild Gallery zu sehen. 
Einen Teil der Sammlung hat das Museum in Online-Ausstellungen zugänglich gemacht.

### Manuskripte und gedruckte Bücher
Die Sammlung umfasst auch Illuminierte, literarische und musikalische Manuskripte sowie seltene Bücher. Ein musikalisches Manuskript ist beispielsweise das Fitzwilliam Virginal Book. Dies ist eine umfangreiche handschriftliche Sammlung von Stücken für das Virginal. Sie enthält 297 Stücke, die fast alle englischer Herkunft sind. Die Sammlung ist im Zeitraum zwischen 1610 und 1625 entstanden. Der Schreiber des Manuskripts war vermutlich Francis Tregian.

### Gemälde, Zeichnungen und Drucke
Meisterwerke von Simone Martini, Domenico Veneziano, Annibale Carracci, Marten van Heemskerck, Tizian, Veronese, Rubens, Van Dyck, van Goyen, Frans Hals, Canaletto, Gainsborough, Monet, Degas, Renoir, Dante Gabriel Rossetti, Cézanne und Picasso, und eine Sammlung von Kunst des 20. Jahrhunderts.
Viele Gegenstände im Museum sind Leihgaben der Colleges der Universität, wie zum Beispiel eine wichtige Gruppe impressionistischer Gemälde im Besitz des King’s College, einschließlich Cézannes Die Entführung.

## Friends of the Fitzwilliam
Die im Jahr 1909 zur Unterstützung des Museums gegründeten „Friends of the Fitzwilliam“ sind die älteste Gesellschaft ihrer Art in Großbritannien.

## Sachbeschädigung 2006
Im Januar 2006 beschädigte ein Besucher drei wertvolle Vasen der Qing-Dynastie schwer, als er eine Treppe herunterstürzte. Die Vasen wurden an dieser Stelle seit 1948 ausgestellt und haben einen geschätzten Wert von mehreren Hunderttausend Pfund Sterling. Im April 2006 wurde er wegen Sachbeschädigung festgenommen. Die Vasen konnten restauriert werden und sind seitdem durch Sicherheitsglas geschützt.